# Villaboerderij aan de Omtadaweg 6

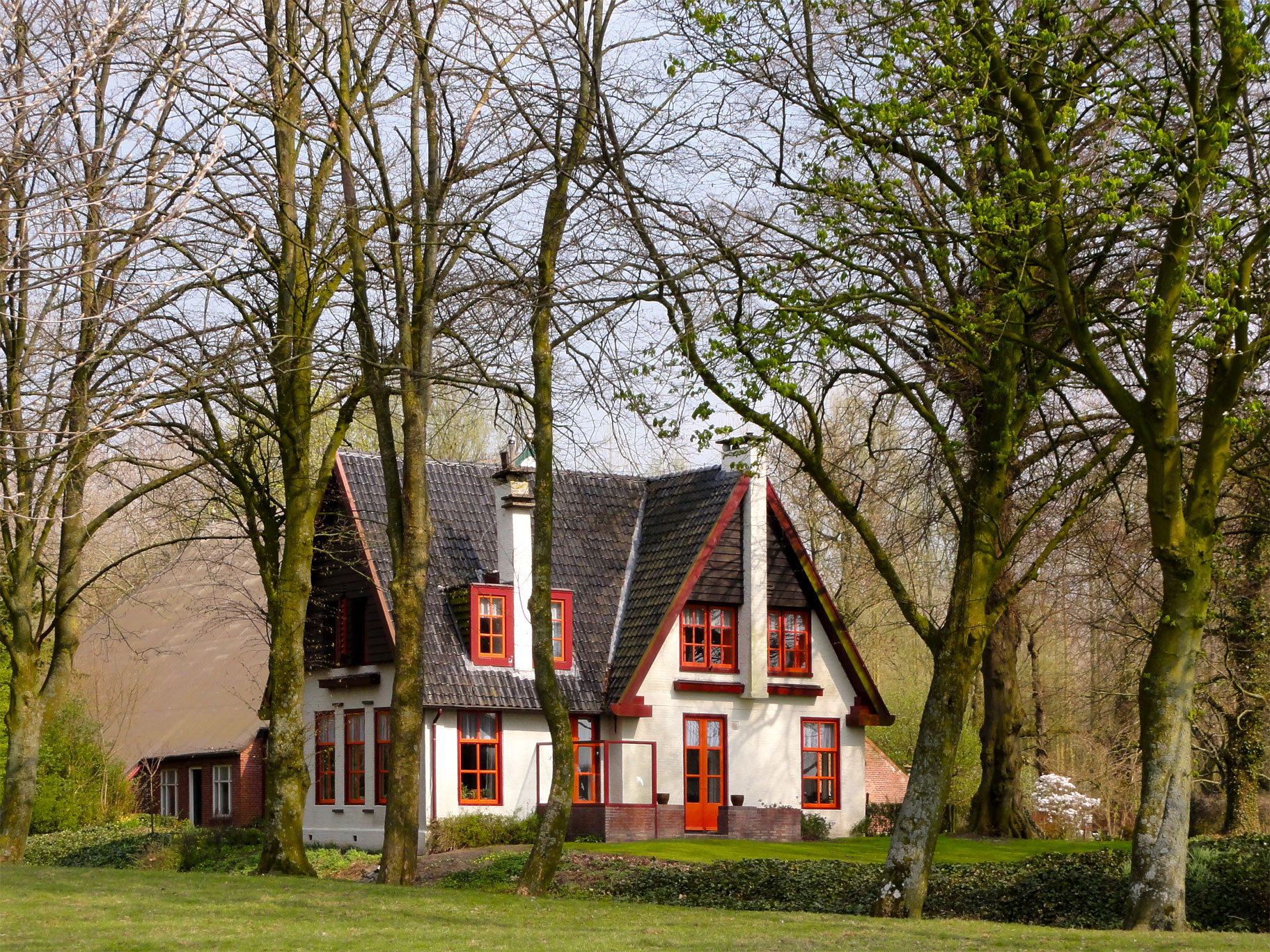
De villaboerderij aan de Omtadaweg 6 nabij 't Zandt anno 2011

De villaboerderij aan de Omtadaweg 6 is een monumentale boerderij gelegen ten noordoosten van 't Zandt in de Nederlandse provincie Groningen.

## Beschrijving
De villaboerderij is een kop-hals-rompboerderij, die gebouwd werd in 1780 en in de jaren 1906/1907 werd uitgebreid. De huidige vormgeving dateert uit 1927 toen de boerderij werd verbouwd naar een plan van de architect Evert Rozema. Hij verbouwde de boerderij in een stijl, die verwant is aan de Amsterdamse School. Opdrachtgever was Izebrand Harms Huizenga, die in 1915 getrouwd was met Hilje Toppinga.
Het woongedeelte van de boerderij heeft witgeschilderde gevels, die onderbroken worden door zesruitsvensters, met oranje en rode omlijstingen. Ook de deuren zijn oranjerood geschilderd. De villa heeft twee dwars op elkaar staande zadeldaken. Aan de zuidwestzijde bevinden zich twee schoorstenen, waarvan er één hoog boven het dak uitsteekt en de ander eindigt in de punt van de uitstekende rechter topgevel. Een derde schoorsteen bevindt zich aan de achterzijde. De schoorstenen maken met hun kap deel uit van de decoratieve vormgeving.
De villaboerderij is erkend als een rijksmonument onder meer vanwege zijn cultuur- en architectuurhistorische waarde, de opvallend vormgeving en fraaie detaillering, als voorbeeld van een in de twintiger jaren van de 20e eeuw gebouwde boerderij in deze aan de Amsterdamse School verwante stijl en als voorbeeld van het werk van de uit Appingedam afkomstige architect Rozema.